# Erotomania
In psichiatria, l'erotomania è un tipo di disturbo delirante in cui il paziente ha la convinzione infondata e ossessiva che un'altra persona provi sentimenti amorosi nei suoi confronti. Nella forma più comune di questa patologia, il presunto amante è una persona famosa, o di una classe sociale superiore a quella del paziente. Questa variante viene chiamata sindrome di de Clerambault, dallo psichiatra francese Gaëtan Gatian de Clérambault (1872–1934), che nel 1921 pubblicò un trattato sull'argomento (Les psychoses passionelles).
Nel linguaggio comune, il termine "erotomania" viene usato in modo improprio anche per riferirsi a atteggiamenti ossessivi in campo amoroso o sessuale, il cui nome più appropriato è ninfomania per le donne e satiriasi per gli uomini.

## Descrizione
La convinzione di essere amati da qualcuno, che definisce l'erotomania, è spesso accompagnata da un sistema di false credenze secondarie, portanti il paziente a crearsi un piccolo mondo immaginario del quale cerca di auto convincersi (quando questa situazione diviene radicata e permanente prende il nome di schizofrenia). Per esempio, il paziente può essere convinto che il suo presunto amante comunichi con lui con messaggi nascosti, come particolari posture del corpo oppure (nel caso si tratti di una persona famosa) attraverso indizi inviati attraverso i media. L'oggetto del delirio erotomane non ha alcuna particolare relazione con la persona affetta da questa sindrome o in alcuni casi l'erotomania può nascere da un rapporto sensuale avvenuto precedentemente tra il paziente e l'oggetto della patologia che il paziente non è stato in grado di elaborare correttamente, in altri casi può persino trattarsi di un personaggio immaginario. L'erotomania si sviluppa in tre fasi:
Fase della speranza
Questa fase, di lunga durata, vede il malato sperare che l'essere amato si dichiari apertamente. Di solito, l'erotomane rimane in questa fase.
Fase della delusione
Il malato dopo un reale riscontro negativo cade spesso in depressione, diventa aggressivo e ha tendenze suicide. Oppure rimuove gran parte dell'accaduto, se riesce a prenderne le giuste distanze.
Fase del rancore
L'aggressività si rivolge verso l'essere amato e può condurre all'omicidio (casi rari).
Questa malattia colpisce in generale le donne, ma, in casi eccezionali, anche degli uomini. 
L'erotomane rivolge di solito le sue attenzioni a persone con uno status sociale più alto: celebrità, professori, avvocati, medici, artisti, scrittori, politici...
L'erotomane è inizialmente persuaso che sia l'altro ad amarlo segretamente, che sia l'altro a essersi fatto avanti per primo, ma che non osi o non si possa dichiarare oppure che dissimuli il suo amore. Per questo, cerca di entrare in contatto con l'oggetto del suo desiderio, convinto che sia quest'ultimo a volerlo. Gli telefona, gli manda dei messaggi o delle lettere, lo segue, entra a poco a poco nella sua vita, cercando di penetrare nella sua intimità. 
Il malato, inizialmente, ascolta i pareri altrui con una certa aggressività, ha un rifiuto nell'accettare la sua patologia che tuttavia è in grado di percepire e non di accettare, a cui fa seguito un netto rifiuto, quando la malattia entra in uno stadio più avanzato, scatenando la collera e l'odio. Ogni cosa sembra legata all'essere amato, anche il semplice atto di posare una cosa in un posto insolito. La sua visione della realtà sarà deformata dalla paranoia. Per il malato niente ha più importanza al di là dell'oggetto del suo amore e può restare ore, o addirittura giorni, ad aspettare una chiamata o un segnale o passare le sue giornate a seguire, osservare la persona amata.
L'erotomania può essere un sintomo di altre patologie mentali, come la schizofrenia. I casi più gravi possono portare a un comportamento penalmente perseguibile da parte del paziente, che può per esempio adottare comportamenti configurabili come molestia. Un caso estremo è quello di John Hinckley Jr., che tentò di assassinare Ronald Reagan in seguito a un delirio fondato sulla falsa credenza che Jodie Foster fosse segretamente innamorata di lui.
Nel 2001 un primario di un ospedale di New York raccontò che dopo aver iniziato la frequentazione con una donna, alcune persone gli riferirono che questa donna lo spiava e raccoglieva dati sulla sua vita privata da circa due anni prima, raccontando che era stata corteggiata da lui per anni. In seguito la frequentazione non sfociò in un vero rapporto amoroso e dopo alcuni mesi fu costretto a denunciarla per violenza psicologiche (minacciava che, per colpa sua, si sarebbe tolta la vita).

## Storia
Già nell'antichità, autori come Ippocrate, Erasistrato, Plutarco e Galeno fecero riferimenti a casi oggi classificabili come erotomania. Il primo riferimento a questa sindrome nella letteratura psichiatrica si trova nel trattato Maladie d'amour ou mélancolie érotique di Jacques Ferrand (1623). In passato, questa patologia è stata identificata con altri nomi, come paranoia erotica o illusione erotica autoreferenziale.

## Riconoscere un erotomane
Ad un occhio non esperto gli erotomani sono difficili da riconoscere, ma i tratti che li accomunano sono quelli di una persona affetta da un disturbo mentale; solitamente il soggetto è irascibile, nervoso, ha un'aria turbata e distaccata dalla realtà, fa spesso discorsi deliranti sui suoi rapporti interpersonali, presenta scarse capacità logiche. Difficilmente i suoi racconti sono equilibrati e coerenti, sono invece per lo più egocentrici e poco lineari.
Non è raro che l'erotomane avverta consciamente il disagio, lo esprima dichiarando un malessere psicologico non ben definito e si metta in contatto con uno specialista in grado di individuare la patologia attraverso un'accurata analisi.
Le cause più frequenti dell'erotomania sono traumi legati a situazioni di rifiuto in cui ci si è trovati impreparati o passivi.

## Curiosità
- I Dream Theater, Gruppo progressive Metal, hanno intitolato "Erotomania" una canzone strumentale, presente nell'album Awake.
- Uno dei due protagonisti del romanzo di Ian McEwan, L'amore fatale, Jed Parry, è chiaramente affetto dalla sindrome di de Clerambault.
- Nel film  M'ama non m'ama (2002) si racconta di una tormentata storia d'amore tra una giovane studentessa e un medico già sposato: il film si conclude con la storia d'amore che si rivela inesistente quando viene diagnosticata nella ragazza un'erotomania nella forma più classica.
- Nella serie TV  Orange Is the New Black scopriamo che Lorna Morello è detenuta per stalking ai danni di un ragazzo di cui lei parla come il suo fidanzato, mostrando molti sintomi dell'erotomania.

## Filmografia
- M'ama non m'ama (2002)
- Obsessed (2009)
- Anna M. (2007)
- L'amore fatale (2004)
- Doc - Nelle tue mani; stagione 3 (2024)